# Loft (flade)
|  | For andre betydninger af ordet Loft, se Loft. |
Et loft (eller loftet) er betegnelse for den overliggende flade i et rum eller værelse i en bygning. 
Loftet kan være fladt eller hvælvet og evt. forsynet med eller understøttet af buer eller søjler.
Loftet kan bestå af de rå materialer (eksempelvis bræddeloft, cement, beton, m.m.), eller det kan være pudset eller beklædt med materialer som gips, tapet, paneler eller anden form for beklædning, som derefter kan være overfladebehandlet og eksempelvis kalket eller malet. 
Loftet kan endvidere være udsmykket med stukkatur i varierende omfang, ligesom større eller mindre dele kan være udsmykket med eksemplvis malerier (de såkaldte loftmalerier). Sådanne loftudsmykninger er traditionelt udført i store pompøse sale anvendt til repræsentation, eksempelvis riddersale i slotte og herregårde, m.m..
I mange kirker spreder kalkmalerier sig fra væggene og videre op over de hvælvede lofter.